# Anders Lundqvist
Anders Lundqvist (ur. 24 listopada 1968 w Klövsjö) – szwedzki narciarz alpejski, dwukrotny medalista mistrzostw świata juniorów.

## Kariera
Po raz pierwszy na arenie międzynarodowej Anders Lundqvist pojawił się w 1985 roku, startując na mistrzostwach świata juniorów w Jasnej. W swoim jedynym starcie zajął tam siedemnaste miejsce w gigancie. Podczas rozgrywanych rok później mistrzostw świata juniorów w Bad Kleinkirchheim zwyciężył w slalomie, wyprzedzając bezpośrednio dwóch Austriaków: Richarda Krölla i Petera Wirnsbergera. Na tej samej imprezie zdobył także srebrny medal w gigancie, w którym rozdzielił na podium Włocha Konrada Ladstättera i Richarda Krölla. Nie startował w zawodach Pucharu Świata. Nigdy też nie startował na mistrzostwach świata ani igrzyskach olimpijskich.

## Osiągnięcia

### Mistrzostwa świata juniorów
| Miejsce | Dzień     | Rok  | Miejscowość        | Konkurencja | Czas biegu  | Strata  | Zwycięzca         |
| ------- | --------- | ---- | ------------------ | ----------- | ----------- | ------- | ----------------- |
| 17.     | 2 marca   | 1985 | Jasná              | Gigant      | 2:17,55 min | +6,59 s | Robert Žan        |
| 2.      | 21 lutego | 1986 | Bad Kleinkirchheim | Gigant      | 2:24,64 min | +0,30 s | Konrad Ladstätter |
| 1.      | 23 lutego | 1986 | Bad Kleinkirchheim | Slalom      | 1:53,81 min | -       | -                 |